# Ivan Olbracht
Ivan Olbracht, ou Kamil Zeman (Semily, 6 de janeiro de 1882 — Praga, 20 de dezembro de 1952) foi um escritor e jornalista checo.